# 富山県道225号上笹原東町線
富山県道225号上笹原東町線（とやまけんどう225ごう かみささはらひがしまちせん）は富山県富山市内を通る一般県道である。

## 概要

### 路線データ
- 起点：富山県富山市八尾町上笹原字中根（富山市林道八尾茗ケ原中根線交点）[1]
- 終点：富山県富山市八尾町東町（国道472号交点）
- 実延長：5,671m

## 沿革
- 1960年（昭和35年）4月23日 - 認定[2]

## 地理

### 通過する自治体
- 富山県富山市

### 接続する道路
- 富山市林道八尾茗ケ原中根線（起点：富山市八尾町上笹原字中根）[1]
- 富山県道198号桐谷下笹原線・富山県道341号八尾大沢野線（富山市八尾町下笹原字小原島）
- 国道472号（終点：富山市八尾町東町）

### 周辺
- 富山市立八尾小学校
- 八尾おわら資料館
- 城ケ山公園